# Krak II.

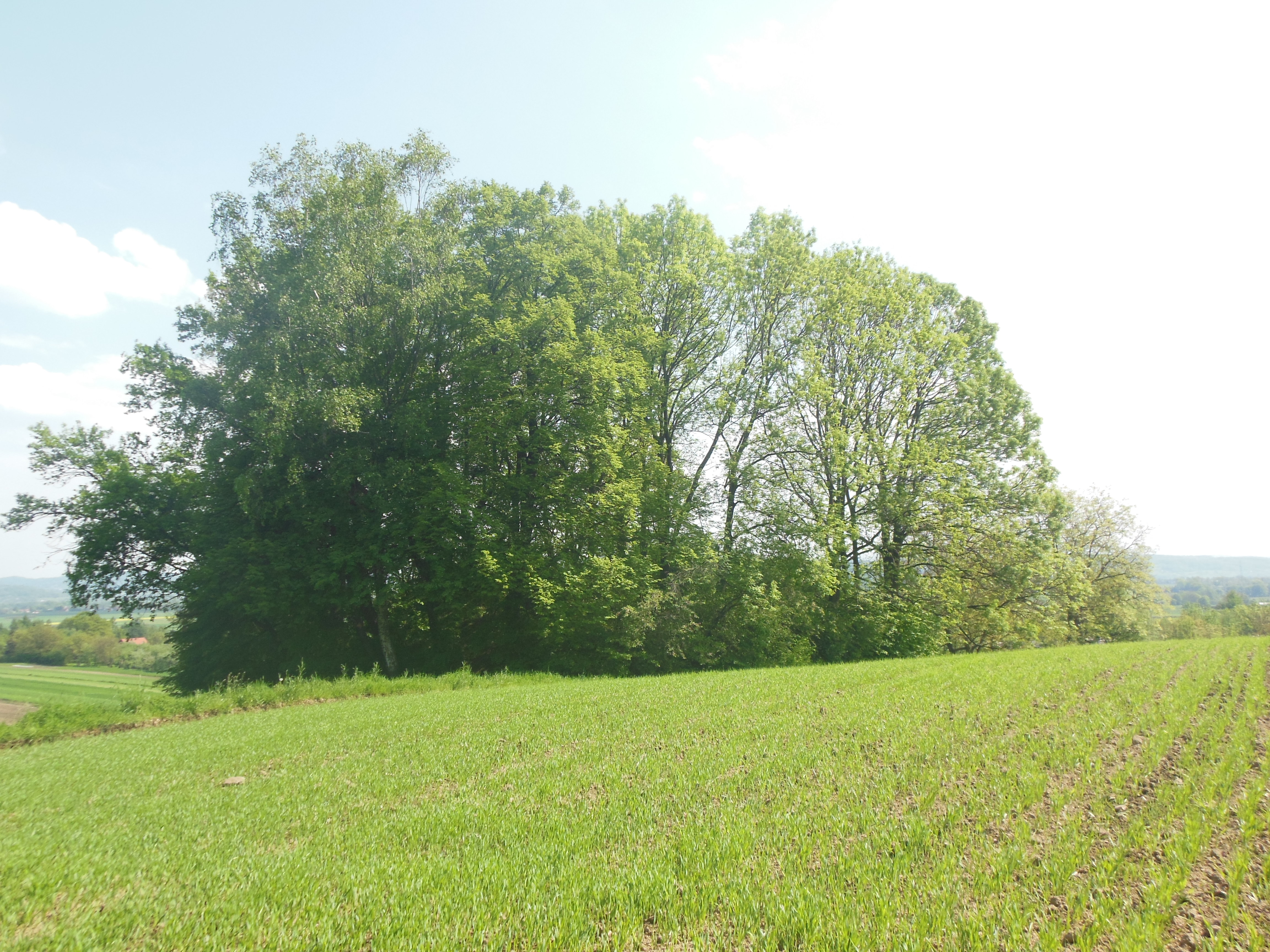
Kopec Kraka II. v obci Krakuszowice, Malopolské vojvodství. Podle lidových legend je zde pochován Krak II.

Krak II. (latinsky Gracchus) byl podle Wincenta Kadlubka (polsky Wincenty Kadłubek) mladší ze dvou synů a nástupce legendárního knížete Kraka.
Wincent Kadlubek, dle legendy o Vavelskému drakovi (polsky Smok Wawelski), píše ve své kronice Chronica seu originale regum et principum Poloniae o netvorovi, který byly nazýván „všežravý“ (holophagus). Netvor se domáhal od poddaných knížete Kraka, aby mu každý týden přivedli dobytek, který následně sežral. Pokud jej nedostal, „všežravý“ měl požírat tolik lidi, kolik mu náleželo jako obětina. V této situaci se kníže Krak rozhodl, že na nestvůru pošle své dva syny (Kraka II. a Lecha II.), kteří po několika nezdarech v boji se rozhodli ke lsti. Dali „všežravému“ jako běžnou obětinu dobytčí kůži naplněnou sírou a tím jej zahubili. Poté mladší z bratrů napadl staršího a zabil jej. Otci lhal, když řekl, že za smrt bratra způsobil netvor. Na závěr Wincent Kadlubek píše: „Tímto mladší bratr Grakch přebírá vládu po otci“, a dále následují slova o odhalení temného tajemství nového vládce a jeho vyhnání ze země. Vlády se ujme dcera knížete Kraka kněžna Wanda. Takto vymřel rod knížete Kraka. Závěr legendy byl shrnut morálním podtextem: Konec konců, zákon je nejspravedlivější, když pachatele zločinu zničí jeho vlastní zločin, což si mistr Kadlubek půjčil od Ovidia.
Podle pozdější verze legendy, kterou napsal Jan Dluhoš (polsky Jan Długosz) byl Krak II. zavražděn svým mladším bratrem Lechem II. Celá událost se měla stát až po smrti jejich otce knížete Kraka a Vavelského draka měl zabít sám kníže Krak.